# Le Pin, Gard
Le Pin är en kommun i departementet Gard i regionen Occitanien i södra Frankrike. Kommunen ligger i kantonen Bagnols-sur-Cèze som tillhör arrondissementet Nîmes. År 2022 hade Le Pin 473 invånare.

## Befolkningsutveckling
Antalet invånare i kommunen Le Pin
Referens:INSEE